# Combat naval de Riachuelo
Combate Naval do Riachuelo est une peinture à l'huile réalisée par Victor Meirelles vers 1882-1883.
L'œuvre a été commandée par le ministre de la Marine Afonso Celso de Assis Figueiredo (pt) en 1868 et représente la bataille de Riachuelo, l'un des épisodes les plus notables et les plus décisifs de la guerre de la Triple-Alliance, entre la coalition argentine-uruguayenne-brésilienne et les forces paraguayennes, qui a eu lieu le matin du 11 juillet 1865, dans la crique de Riachuelo, un affluent du Río Paraguay.
L'œuvre originale a été commencée en 1868 et achevée en 1872, mais elle avait été tellement endommagée par le manque de soins spécifiques après son exposition à l'Exposition universelle de Philadelphie en 1876, qu'elle a été donnée pour perdue. Un deuxième tableau avait ainsi été exécuté en 1883, qui se trouve aujourd'hui au Musée historique national de Rio de Janeiro.